# Scuderia Corsa
Scuderia Corsa est une écurie de sport automobile américaine fondée en 2011 par Giacomo Mattioli et Art Zafiropoulo.

## Histoire

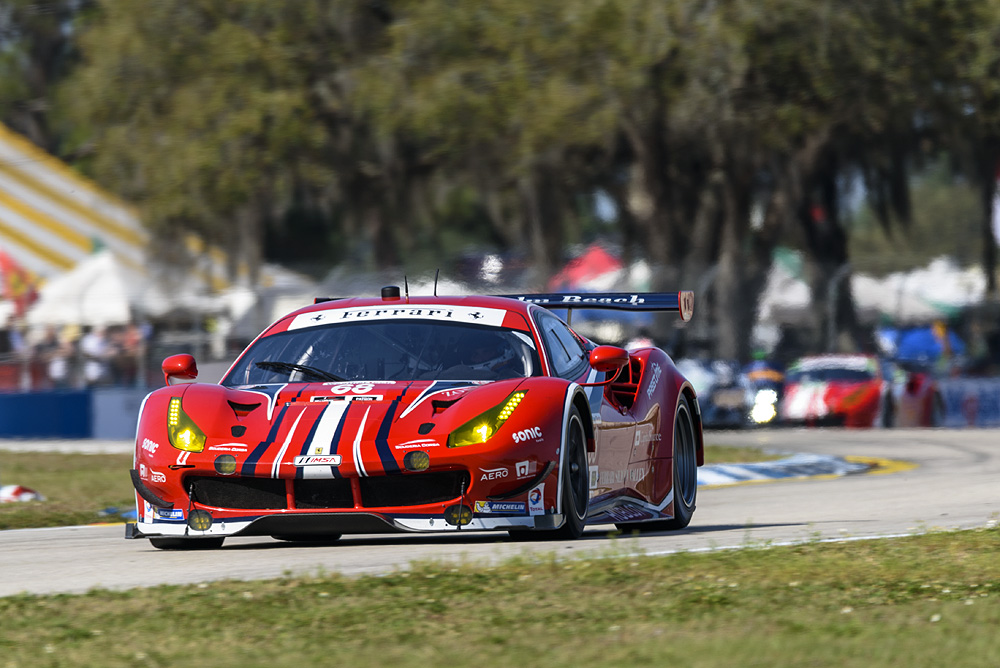
La Ferrari 488 GTE de la Scuderia Corsa lors des 12 Heures de Sebring 2016.

L'écurie est fondée en 2011 par Giacomo Mattioli et Art Zafiropoulo,. Ce dernier est propriétaire de Ferrari Maserati Silicon Valley, quant à Giacomo Mattaioli il est le propriétaire de trois concessions Ferrari, dont l'une est située à Beverly Hills, les deux autres, à Los Angeles et à South Bay.
En 2013, l'écurie participe aux Rolex Sports Car Series avec une Ferrari 458 Italia GT3.
En 2015, avec une Ferrari 458 Italia GT2, la Scuderia Corsa termine troisième de la catégorie GTE  Am, pour sa première participation aux 24 Heures du Mans.
En 2016, avec la Ferrari 458 Italia GT2 et avec les pilotes William Seedler, Townsend Bell et Jeff Segal, l'écurie remporte les 24 Heures du Mans en catégorie GTE Am. En fin d'année, elle remporte la catégorie GTD en WetherTech SportsCar Championship. Elle renouvelle son engagement pour la saison 2016, avec le même équipage, à savoir : Christina Nielsen et Alessandro Balzan.
En janvier 2017, l'écurie est sélectionnée par l'International Motor Sports Association pour être invitée aux 24 Heures du Mans.

## Palmarès
- 24 Heures du Mans
  - Vainqueur dans la catégorie GTE Am aux 24 Heures du Mans 2016
- United SportsCar Championship
  - Champion GTD en 2015, 2016 et 2017